# Rožni Vrh, Celje
Róžni Vŕh je naselje ob severnem delu Celja pri Šmartnem v Rožni dolini.

## Prebivalstvo
Etnična sestava 1991:
- Slovenci: 137 (99,3 %)
- Hrvati: 1